# Budapesti Koriközpont
Budapesti Koriközpont je sportovní stadion v Budapešti, kde hraje domácí zápasy hokejový klub Ferencváros TC. Jeho kapacita dosahuje 1500 míst. Stadion byl vybudován v roce 2006.